# Svístovka (Tula)
|  | Per a altres significats, vegeu «Svístovka». |

Svístovka (en rus: Свистовка) és un poble de l'óblast de Tula, a Rússia, segons el cens del 2010 tenia 263 habitants.